# Nostický plenář

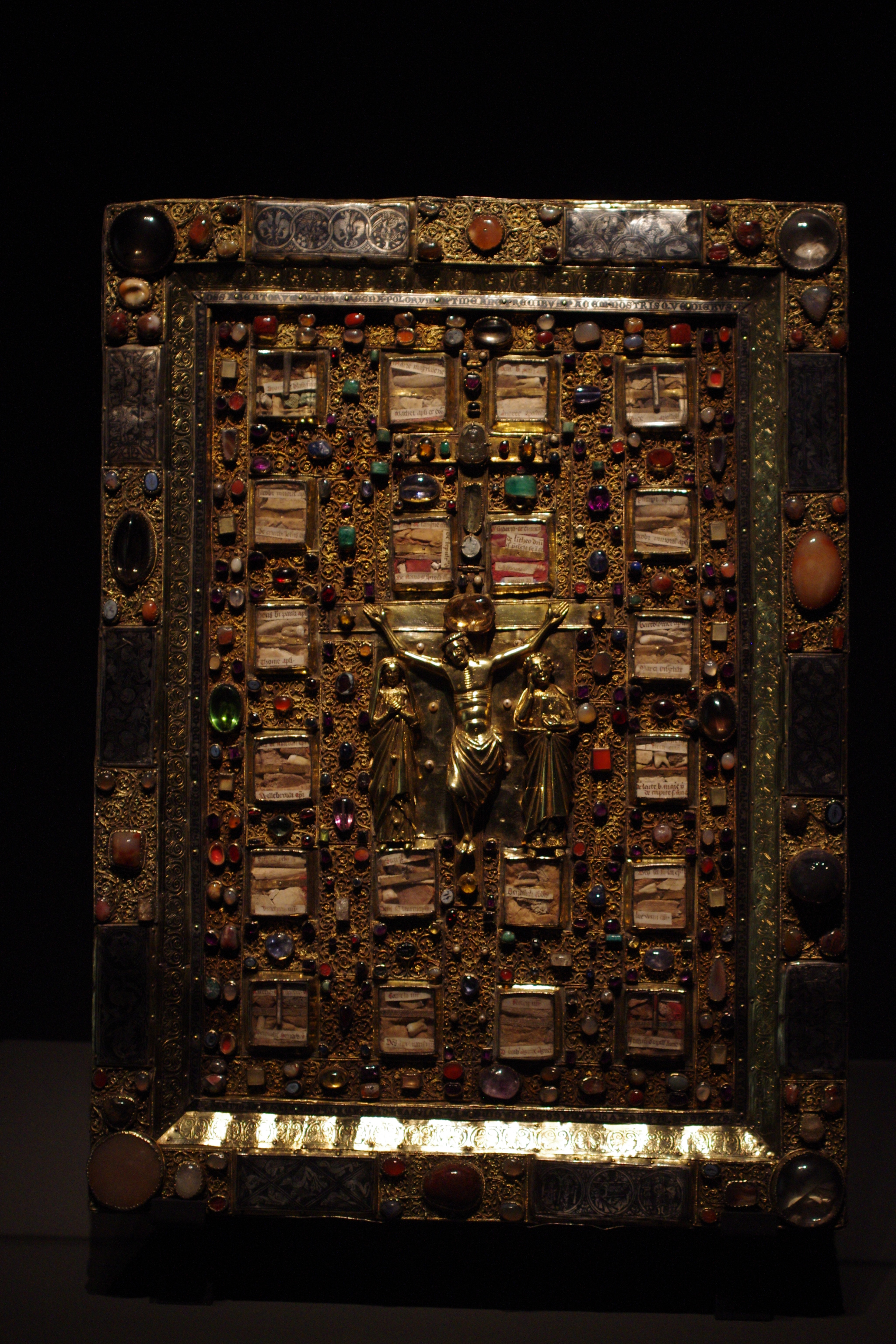
Čelní strana Nostického Plentáře.

Nostický neboli trevírský plenář, známý též jako relikviář sv. Kříže je významná zlatnická památka porýnsko-mosánského románského až raně gotického zlatnictví.

## Popis
Dubová deska o rozměrech 73,5 x 53 x 11 cm, je pobita zlaceným stříbrným a zlatým plechem s výzdobou různými technikami (filigrán, niello). Deska je posázena drahokamy (smaragdy, safíry, rubíny, topazy, ametysty, karneoly, aj.), byzantskými gemami a křišťálovými čočkami, pod něž jsou vloženy relikvie s popiskami. 
Uprostřed jsou aplikované tři stříbrné sošky: Ukřižovaný Kristus mezi Pannou Marií a sv. Janem Evangelistou. Podle nejvýznamnější relikvie - třísky z Dřeva Svatého kříže (umístěné ve schránce tvaru patriaršího - jeruzalémského kříže), byla též označována staurotéka. Obsahuje 43 ostatků různých světců.

## Původ a stáří
Plenář byl zhotoven po polovině  13. století, podle darovacího nápisu roku 1266, s využitím starších částí (gem a relikvií) pro klášter benediktinů při kostele sv. Martina z Tours v Trevíru.  

## Historie
Až do francouzské revoluce nebo počátku napoleonských válek byl součástí tamějšího chrámového pokladu, odkud byl před zrušením kláštera roku 1802 uloupen a prodán. Neznámo jak se dostal do Prahy. Ve vetešnictví jej zakoupil hrabě Jan Nepomuk nebo Josef Nostic-Rieneck. Další člen rodiny Albert František hrabě Nostic-Rieneck jej v roce 1846 umístil na oltář sv. Anny v Nostické kapli, v chóru katedrály sv. Víta, Václava a Vojtěcha na Pražském hradě. Následně jej na žádost kapitulního kanovníka Václava Pešiny pražské katedrále věnoval. Po roce 1870 byl plenář v téže kapli přemístěn na nový – novogotický pískovcový oltář, zhotovený podle projektu Josefa Mockera  se sochami Ludvíka Šimka a kaple uzavřena mříží.

## Současnost
Plenář byl při úpravách výzdoby katedrály mezi léty 1955-1960  z predely oltáře sv. Anny odstraněn a uložen do Svatovítského pokladu v Hilbertově klenotnici. Po restaurování byl v letech 1964-1988 a je opět od roku 2012 vystaven ve stálé expozici Svatovítské klenotnice v kapli sv. Kříže na Pražském hradě.